# Kagemusha
Kagemusha és una pel·lícula japonesa dirigida per Akira Kurosawa, estrenada el 1980.

## Argument
Al segle xvi, el Japó és en guerres permanents entre els clans. El clan Takeda fa costat als més poderosos. El seu cap carismàtic Shingen Takeda, somia prendre Kyoto i apoderar-se així de tot el país però és mortalment ferit pel camí, en el setge del castell de Noda. Agonitzant, ordena llavors al seu clan dissimular la seva mort pròxima durant tres anys.
El germà de Shingen que si s'esqueia li servia de doble, és una sòsia perfecta. No té tanmateix el teixit del germà i s'inquieta de veure's desemmascarat. Ell, que no és més que un lladre sense envergadura, haurà de desafiar les intrigues, enganyar el seu cercle i defensar el territori dels Takeda. La pel·lícula acaba amb la clímax batalla de Nagashino de 1575.

## Repartiment
- Tatsuya Nakadai: Shingen Takeda / Kagemusha
- Tsutomu Yamazaki: Nobukado Takeda
- Kenichi Hagiwara: Katsuyori Takeda
- Jinpachi Nezu: Sohachirō Tsuchiya
- Hideji Otaki: Masakage Yamagata
- Daisuke Ryū: Nobunaga Oda
- Masayuki Yui: Ieyasu Tokugawa
- Kaori Momoi: Otsuyanokata
- Mitsuko Baisho: Oyunokata
- Hideo Murota: Nobufusa Baba
- Takayuki Shiho: Masatoyo Naito
- Koji Shimizu: Katsusuke Atobe
- Noburo Shimizu: Masatane Hara
- Sen Yamamoto: Nobushige Oyamada
- Shuhei Sugimori: Masanobu Kosaka
- Takashi Shimura: Gyobu Taguchi

## Al voltant de la pel·lícula
- Francis Ford Coppola i George Lucas són els dos productors executius de la versió internacional de la pel·lícula.[2]
- Una part de la pel·lícula tracta d'esdeveniments històrics reals, com la mort de Shingen Takeda o la batalla de Nagashino el 1575.

## Premis i nominacions

### Premis
- Festival Internacional de Cinema de Canes 1980: Palma d'Or.[3]
- Hochi Film Awards 1980: Premi a la millor pel·lícula i al millor paper secundari masculí per Tsutomu Yamazaki.
- BAFTA 1981: Millor vestuari i millor director.
- César a la millor pel·lícula estrangera el 1981.
- Premi David di Donatello 1981: Millor director estranger.

### Nominacions
- Globus d'Or a la millor pel·lícula estrangera 1981.
- Oscar a la millor direcció artística 1981
- Oscar a la millor pel·lícula de parla no anglesa
- BAFTA 1981: Millor fotografia (Takao Saitô i Masaharu Ueda) i a la millor pel·lícula.